# ピアーサーティー
株式会社ピアーサーティー（英: Pier Thirty Co.,Ltd.）は、岡山県倉敷市に本社を置くレストラングループ。商業施設内を中心に、「かかし」、「五穀」、「ピアーズ カフェ」など総店舗数252店を展開する。

## 沿革
出典：
- 1986年（昭和61年） 6月 - 有限会社ピアーサーティーを設立（資本金100万円）
- 1986年（昭和61年）12月 - ダイエー倉敷店にピア・ジョリー1号店をオープン
- 1992年（平成4年） 3月 - 資本金1,000万円へ増資
- 1992年（平成4年） 6月 - 株式会社ピアーサーティーへ組織変更
- 1995年（平成7年） 7月 - 資本金1,850万円へ増資
- 1997年（平成9年） 8月 - 資本金2,850万円へ増資
- 2005年（平成17年） 8月 - 資本金4,000万円へ増資
- 2007年（平成19年） 8月 - ピアーサーティーグループ本社ビル竣工。現在地へ本社移転[2][3]。
- 2008年（平成20年）6月 - 資本金6,000万円へ増資。

## 店舗
出典：
和食
かかし
きびや
とんかつさくら亭
スエヒロ
鰻せいろう多幸う
一代
五穀・一汁五穀
龍神丸・わら焼き酒場龍神丸
しゃぶしゃぶ美山
しゃぶ杏
仙台牛たん福助
炙り牛たん万
わら焼き酒場龍神丸
洋食
pia Sapido
PIER30GRILL
pier's BAKERY
カボチャ食堂 ボチャカ
キッチンブーレ
ダイヤモンドステーキ
チーズグッドファクトリー
ワイン食堂 ヒノマル
中華
上海常
風龍
香港張家飯
花粥
カフェ
PIER'S CAFE
海外
五穀
Pier Jolly